# Ростоцкая
Ростоцкая (Розтицкая, Ростицкая) — гора в  Украинских Карпатах, в массиве  массиве Гринявы. Расположена в пределах Верховинского района  Ивано-Франковской области, на северо-восток от с. Зелёное.
Высота 1514,3 м (по другим данным — 1513,7 м). Подножие и склоны горы покрыты лесами, выше — полонины. Склоны крутые, особенно южный и северный.
К юго-востоку расположена гора Скупова (1579,3 м), к которой можно пройти пологим хребтом, на севере — соседняя вершина Змиинская (1356 м), на западе за долиной реки Чёрный Черемош виднеется юго-восточная часть  Черногоры с вершинами Смотрич (1898 м) и Поп Иван Черногорский (2028 м).
Ближайший населенный пункт: Зелёное.